# サブリナ・マリベル・ペレス
サブリナ・マリベル・ペレス（Sabrina Maribel Pérez、1986年11月14日 - ）は、アルゼンチンの女子プロボクサー。ブエノスアイレス出身。元WBA暫定・WBO女子世界バンタム級王者。元WBO女子世界スーパーバンタム級王者。元WBC女子世界フェザー級暫定王者。世界3階級制覇王者。

## 来歴
2008年12月13日デビュー。
2010年7月17日、初代WBOムンド・ヒスパノ女子バンタム級王座を獲得。
2011年8月12日、ヴァネッサ・ギマレーズを4回TKOで倒しWBA女子世界バンタム級暫定王座を獲得。
2012年5月18日、Estrella Valverdeに勝利して暫定王座初防衛。
2012年12月12日、Stefany Bizquiazoに勝利して2度目の防衛。
2013年5月24日、カロリーナ・デュアーが持つWBO王座に挑戦するが、引き分け。
2014年5月31日、Cristina Del Valle PachecoとWBC女子スーパーバンタム級シルバー王座決定戦を行い、2-1判定でシルバー王座獲得。
2014年9月27日、Florencia Roxana  Canterosに判定勝利でシルバー王座初防衛。
2016年2月6日、Maria Jose NunezとのWBO女子世界スーパーバンタム級暫定王座決定戦を3-0判定で制し暫定ながら2階級制覇達成、
2016年5月10日、正規王座に昇格となるが、防衛戦は行わず返上。
2016年11月26日、アロンドラ・ガルシアとのWBO女子世界バンタム級王座決定戦を3-0判定で勝利し初の正規世界王座獲得。
2018年3月31日、Lilian Dolores Silvaとのアルゼンチンフェザー級王座決定戦を2-1判定で制し王座獲得。
2018年11月16日、Marianela Soledad Ramirezとノンタイトル6回戦で対戦するが、1回TKOでプロ初黒星。
2020年2月8日、Silvia Fernanda Zacariasに2-0判定勝利。
2022年3月19日、Yolis Marrugo FrancoとのWBC女子世界フェザー級暫定王座決定戦に臨み、3-0判定で暫定王座獲得し3階級制覇。
2023年9月15日、メキシコでスカイ・ニコルソンの挑戦を受けるが、0-3判定で敗れ暫定王座陥落。

## 戦績
- プロボクシング: 21戦 18勝 2KO 2敗 1分

## 獲得タイトル
- 初代WBOムンド・ヒスパノ女子バンタム級王座
- WBA女子世界バンタム級暫定王座（防衛2=返上）
- WBC女子スーパーバンタム級シルバー王座
- WBO女子世界スーパーバンタム級暫定王座（防衛0=正規王座に認定）
- 第5代WBO女子世界スーパーバンタム級王座（防衛0=返上）
- 第6代WBO女子世界バンタム級王座（防衛0=返上）
- アルゼンチンフェザー級王座
- WBC女子世界フェザー級暫定王座（防衛0）